# Jekaterina Nikititschna Blinowa
Jekaterina Nikititschna Blinowa (russisch Екатерина Никитична Блинова; * 24. Novemberjul. / 7. Dezember 1906greg. in der Staniza Kamenskaja; † 15. Dezember 1981 in Moskau) war eine sowjetische Geophysikerin und Meteorologin.

## Leben
Nach dem Mittelschulabschluss 1925 studierte Blinowa in Rostow am Don an der Nordkaukasus-Universität in der Physikalisch-Mathematischen Abteilung mit Abschluss 1929. Darauf unterrichtete sie Physik und Mathematik an einer Mittelschule in Rostow am Don bis 1930. Dann arbeitete sie als Meteorologin im Nordkaukasischen Wetterbüro des Hydrometeorologischen Diensts der UdSSR.
Blinowa begann 1931 in Leningrad die dreijährige Aspirantur mit Spezialisierung auf Dynamische Meteorologie an dem nach Alexander Wojeikow benannten Geophysikalischen Hauptobservatorium. Zum Aspiranturabschluss 1934 verteidigte sie ihre Dissertation mit Erfolg für die Promotion zur Kandidatin der physikalisch-mathematischen Wissenschaften. Darauf wurde sie wissenschaftliche Mitarbeiterin des Instituts.
In Fortführung der Arbeiten des Mathematikers Nikolai Kotschin untersuchte Blinowa 1936 detailliert die Bedingungen der Stabilität von Wetterfronten. 1938 begann sie die Planetarische Zirkulation zu untersuchen. Sie entwickelte eine vollständige Theorie des Strahlungsgleichgewichts in der Atmosphäre. Sie untersuchte die wellenförmigen Störungen in der allgemeinen Ost-West-Strömung in der Atmosphäre, womit ihr die quantitative Erklärung atmosphärischer Aktivitätszentren gelang. Ebenso analysierte sie die Entstehung und Entwicklung von Tropischen Wirbelstürmen, Hochdruckgebieten und anderen Makroprozessen. Nach Beginn des Deutsch-Sowjetischen Kriegs und der Leningrader Blockade wurde sie mit den Mitarbeitern des Hauptobservatoriums nach Swerdlowsk evakuiert.
Blinowa wurde 1943 in das Wettervorhersage-Zentralinstitut in Moskau versetzt. Sie entwickelte Methoden zur Langzeit-Wettervorhersage durch Integration der Friedmann-Wirbelgleichung. Ihre  Doktor-Dissertation verteidigte sie 1946 mit Erfolg für die Promotion zur Doktorin der physikalisch-mathematischen Wissenschaften. 1953 wurde sie zum Korrespondierenden Mitglied der Akademie der Wissenschaften der UdSSR gewählt.
Nach der Gründung des Instituts für Angewandte Geophysik 1956 in Moskau (1982 nach Jewgeni Fjodorow benannt), arbeitete Blinowa dort ab 1958 und leitete ab 1961 die Abteilung für Planetarische Dynamik der Atmosphäre des Meteorologischen Rechenzentrums des Hydrometeorologischen Diensts der UdSSR.
Blinowa war mit dem Mathematiker Ilja Kibel verheiratet. Sie starb am 15. Dezember 1981 in Moskau und wurde auf dem Nowodewitschi-Friedhof begraben.

## Ehrungen, Preise
- Ehrenzeichen der Sowjetunion (1951)[1]
- Orden des Roten Banners der Arbeit (1975)[1]
- Friedmann-Preis (1978)[1]
- Orden der Völkerfreundschaft (1980)[1]